# ماسيج بيليكي
ماسيج بيليكي (بالبولندية: Maciej Bielecki)‏ مواليد 19 مايو 1987 في بياويستوك، هو دراج بولندي. شارك في دورة الألعاب الأولمبية الصيفية.

## روابط خارجية
- ماسيج بيليكي على موقع أرشيف الدراجات (الإنجليزية)
- ماسيج بيليكي على موقع إحصائيات الدراجات الإحترافية (الإنجليزية)
- ماسيج بيليكي على موقع CycleBase (الإنجليزية)
- ماسيج بيليكي على موقع أوليمبيديا (الإنجليزية)